# Le Temps de l'innocence
Pour l’article homonyme, voir Le Temps de l'innocence (roman).
Pour plus de détails, voir Fiche technique et Distribution.

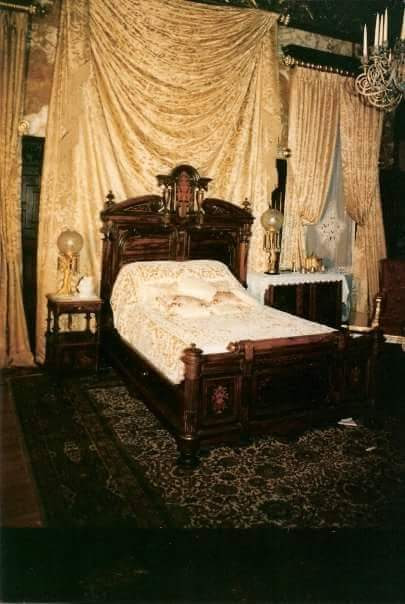

Le Temps de l'innocence (The Age of Innocence) est un film américain réalisé par Martin Scorsese et sorti en 1993. Il s'agit d'une adaptation du roman du même nom d'Edith Wharton, publié en 1920.
Le film reçoit des critiques globalement positives et connaît un succès commercial.

## Synopsis
New York, vers 1870 : la vie des familles de la haute société est façonnée par des conventions sociales et des hiérarchies strictes. Newland Archer, un jeune avocat issu d'une famille distinguée, est l'heureux fiancé de May Welland, également issue d'une famille de haut rang. Cependant, peu de temps après les fiançailles, sa vie bien ordonnée est complètement bouleversée.
La cousine de May, la comtesse Ellen Olenska, revient de voyage d'Europe, et avec elle, de nombreuses rumeurs circulent. Malheureusement mariée, elle aurait trompé son mari et veut maintenant divorcer. Pour que la famille de sa future épouse ne souffre pas de cette réputation répréhensible, Newland devra prendre contact avec Ellen et la persuader de renoncer au divorce. Cependant, au fil de leurs rencontres, plus ils se voient, plus ils se rapprochent, et Newland est fasciné par la personnalité non conventionnelle et éprise de liberté de la jeune femme.
Tiraillé entre son inclinaison première pour May, avec laquelle il s'est fiancé, et sa passion soudaine pour la cousine de celle-ci, Newland précipite les négociations pour un mariage rapide en espérant ainsi pouvoir enterrer ses doutes. Toutefois, même après son mariage, ses sentiments pour Ellen ne faiblissent pas, et la frustration de Newland éclipse son mariage avec May. Encore et encore, il essaie de rencontrer Ellen, qui voyage beaucoup. Newland est conscient qu'il viendra un moment où il devra faire un choix.

## Fiche technique
- Titre : Le Temps de l'innocence
- Titre original : The Age of Innocence
- Réalisation : Martin Scorsese
- Scénario : Martin Scorsese et Jay Cocks d'après le roman éponyme d'Edith Wharton
- Musique : Elmer Bernstein
- Photographie : Michael Ballhaus
- Montage : Thelma Schoonmaker
- Décors : Dante Ferretti
- Costumes : Gabriella Pescucci et Barbara Matera
- Générique : Saul Bass
- Production : Barbara De Fina
- Sociétés de production : Columbia Pictures et Cappa Production
- Distribution : Columbia Pictures
Triumph Releasing Corporation
Columbia TriStar Home Video
Columbia TriStar Canada
Ciné-Maison Astral
- Budget : 34 000 000 USD[1]
- Pays de production :  États-Unis
- Langue originale : anglais
- Format : couleurs - 2,35:1 - 35 mm
- Genre : drame historique, romance
- Durée : 139 minutes
- Dates de sortie[2] :
  - Italie : 31 août 1993 (Mostra de Venise)
  - États-Unis et Canada : 17 septembre 1993 (sortie limitée) ; 1er octobre 1993 (sortie nationale)
  - France : 22 septembre 1993

## Distribution
- Daniel Day-Lewis (VF : Emmanuel Jacomy) : Newland Archer
- Michelle Pfeiffer (VF : Emmanuelle Bondeville) : Ellen Olenska
- Winona Ryder (VF : Claire Guyot) : May Welland
- Alexis Smith : Louisa van der Luyden
- Geraldine Chaplin : Madame Welland
- Mary Beth Hurt : Regina Beaufort
- Alec McCowen : Sillerton Jackson
- Richard E. Grant (VF : Pierre-François Pistorio) : Larry Lefferts
- Miriam Margolyes : Madame Mingott
- Robert Sean Leonard (VF : Éric Herson-Macarel) : Ted Archer
- Siân Phillips : Madame Archer
- Jonathan Pryce (VF : Mario Santini) : Rivière
- Michael Gough : Henry van der Luyden
- Joanne Woodward (VF : Martine Sarcey) : la narratrice
- Stuart Wilson (VF : Claude Giraud) : Julius Beaufort
- Carolyn Farina : Janey Archer
- Tracey Ellis : Gertrude Lefferts
- Norman Lloyd : Monsieur Letterblair
- Domenica Cameron-Scorsese : Katie Blenker
- June Squibb : Mingott
- Thomas Gibson : Acteur dramatique
- Linda Faye Farkas : Chanteuse d'opéra
- Michael Rees Davis : Chanteur d'opéra
- Martin Scorsese : Un Photographe

## Production
La dernière scène du film a été tournée place de Furstenberg, à Paris non loin de Saint-Germain-des-Prés.

## Bande originale
L'opéra joué au début du film est le Faust (duo Marguerite et Faust: Il se fait tard! ...adieu! Act III) de Charles Gounod.

## Accueil

### Accueil critique
Le film recueille 81 % de critiques positives sur la base de 43 critiques collectées par le site Rotten Tomatoes.

### Box-office
Sorti aux États-Unis le 17 septembre 1993 le film rapportera 32 255 340 dollars soit un peu moins que son budget.

## Distinctions

### Récompenses
- Oscars du cinéma 1994 : Meilleurs costumes (Gabriella Pescucci)
- Golden Globes 1994 : Meilleur second rôle (Winona Ryder)

### Nominations
- Oscars du cinéma 1994 : Meilleur scénario adapté, meilleure direction artistique, meilleure musique de film (Elmer Bernstein) et meilleure actrice dans un second rôle (Winona Ryder).
- Golden Globes 1994 : Meilleur film dramatique, meilleur réalisateur, meilleure actrice dramatique (Michelle Pfeiffer)

## Commentaires

### Analyse
Contrairement à Sur la route de Madison, qui traite du même thème de l'amour impossible et de la capacité de chacun à renier la passion pour se forger une vie sociale, Le Temps de l'innocence se concentre sur les conséquences, le rejet et l'acceptation d'une relation passionnelle allant à l'encontre d'une relation maritale existante. L'un traite d'un amour naissant, l'autre de son impact sur la vie des protagonistes.

### Hommage
Martin Scorsese dédie son film à son père Charles Scorsese, décédé quelques mois avant la sortie du film.